# Сурдас
Сурдас (1478/1479 — 1582/1583, Брадж) — индийский святой, певец и поэт; один из виднейших представителей кришнаитской поэзии в литературе хинди; последователь Валлабхи. Известен своими песнями, посвящёнными Кришне. Сурдас был слепым и получил известность под прозвищем «слепой бард из Агры». По преданию, свои стихи он пел под аккомпанемент вины; «перебирая её струны, он бродил по дорогам Индии и звал людей чтить и любить Кришну».
Величайшим творением Сурдаса является поэтический сборник «Сурсагар» («Море гимнов»). Изначально он состоял из 100 000 строф, но до наших дней дошли только около 8000 из них. Сурдас также внёс значительный вклад в развитие индийской музыкальной культуры, так как сочинял для каждого из своих религиозных песнопений музыку, причём к каждому свой особый мотив — рагу.